# Та-сеті
Та-сеті:
1. Найпівденніша адміністративна область Стародавнього Єгипту, утворена близько XXIII-XXII століть до н. е. Лежала вздовж річки Ніл, від перших порогів до каменоломень Хенну.
2. Уживана стародавніми єгиптянами за часів додинастичного Єгипту (до III тисячоліття до н. е.) назва області Нижня Нубія, що лежала на південь від Єгипту[4][5].

## Історія
Утворення ному Та-сеті відбулось, імовірно, через прагматичні причини й датується не раніше Першого перехідного періоду. Вся історія ному тісно пов'язана з торговими контактами, військовими конфліктами та взаємним проникненням культур двох історичних регіонів — Стародавнього Єгипту й Нубії.
Наприкінці доби Стародавнього царства в Нубії поширився вплив Єгипту, через район перших порогів почали, окрім караванів, почали проходити певні чиновники, які мали доставляти з Нубії данину. Пожвавлення товарообігу за часів Середнього царства та військово-політична значимість регіону призвели до створення адміністрації, яка базувалась у фортеці-складі Абу (Елефантина). Це й стало початком створення окремої адміністративної одиниці.